# Alkersum
Alkersum (dansk/tysk) eller Aalkersem (nordfrisisk) er en landsby og kommune beliggende på en gestkerne midt på den nordfrisiske ø Før i Sydslesvig. Administrativt hører Alkersum under Nordfrislands kreds i delstaten Slesvig-Holsten i det nordlige Tyskland. Byen er især kendt for Vestkystens kunstmuseum, som har til huse i den tidligere landsbykro. Også den frisisksprogede FriiskFunk har sit studie i Alkersum.
Kommunen samarbejder på administrativt plan med andre kommuner på Før og Amrum i Før-Amrum kommunefællesskab (Amt Föhr-Amrum). Før 1864 hørte byen til Østerland-Før og dermed til den slesvigske hertug (som var dansk lensmand), mens landsbyerne vest for Alkersum hørte direkte under den danske konge.

## Historie
Alkersum er første gang nævnt 1438. Stednavnet kan henføres til personnavnet Alker. Stednavneendelsen -um er karakteristisk for stednavnene på Før. Området omkring Alkserum har været beboet siden jernalderen.
I den danske periode indtil krigen i 1864 lå stedet i Sankt Johannes Sogn (Østerland-Før).

## Kendte
Den dansk-nordfrisiske forfatter Simon Reinhard Bohn kom fra landsbyen.